# Burgh-le-Marsh
Burgh-le-Marsh is een civil parish in het bestuurlijke gebied East Lindsey, in het Engelse graafschap Lincolnshire met 2340 inwoners.

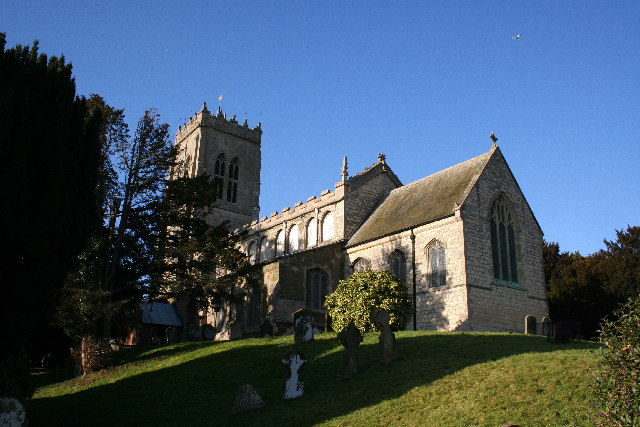
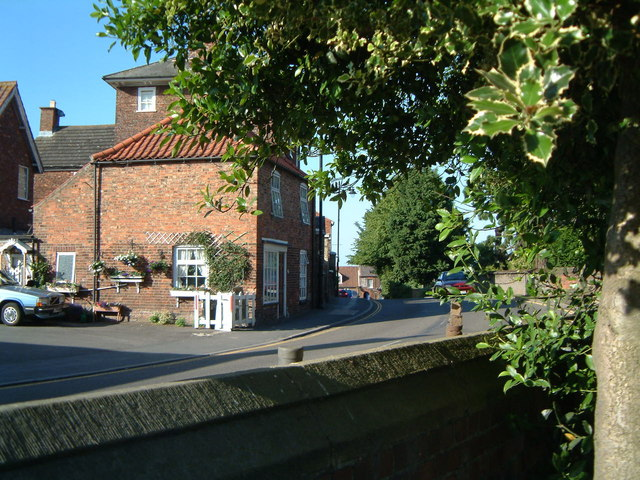
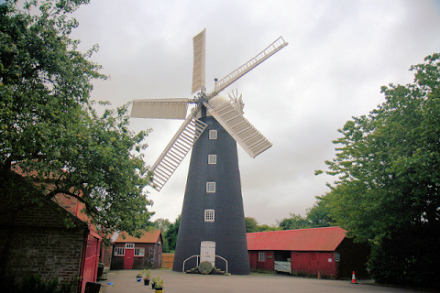